# Parafia Wniebowzięcia Najświętszej Maryi Panny w Prositach
Parafia Wniebowzięcia NMP w Prositach – rzymskokatolicka parafia w Prositach powstała w XIV wieku, należy do dekanatu Lidzbark Warmiński.
Od chwili utworzenia achiprezbiteratów należała do archiprezbiteratu w Jezioranach.
Prosity założone zostały 31 października 1354. Całkowicie zniszczone zostały w czasie wojen polsko-krzyżackich. Wybudowany  kościół na fundamentach starszej świątyni wybudowany został w  roku 1585. Konsekrował go  26 października 1608 biskup warmiński Szymon Rudnicki ku czci Wniebowzięcia i Oczyszczenia Maryi. Obecny kościół wybudowany  w latach 1840-1842, konsekrował biskup pomocniczy Joseph Ambrosius Geritz  17 sierpnia 1845. W kościele znajduje się obraz pallotyna sługi Bożego Józefa Englinga, który urodził się w Prositach 5 stycznia 1898.
W roku 1729 do parafii należeli wierni z miejscowości: Prosity, Księżno (w tej wsi w 1640 zmarł sekretarz królewski Stefan Sadorski), Lądek i Biegonity.
Ruch naturalny w parafii w roku 1772: urodzeni – 21, zmarli – 37, śluby – 5, Komunia św. wielkanocna – 417.